# New York Open 2019
Il New York Open 2019 è stato un torneo di tennis che si è giocato sul cemento indoor presso il Nassau Veterans Memorial Coliseum di New York. È stata la seconda edizione del torneo, facente parte della categoria ATP Tour 250 nell'ambito dell'ATP Tour 2019. Il torneo si è giocato fra l'11 e il 17 febbraio 2019.

## Partecipanti

### Teste di serie
| Nazionalità | Giocatore        | Ranking* | Testa di serie |
| ----------- | ---------------- | -------- | -------------- |
| Stati Uniti | John Isner       | 9        | 1              |
| Stati Uniti | Frances Tiafoe   | 30       | 2              |
| Stati Uniti | Steve Johnson    | 34       | 3              |
| Australia   | John Millman     | 36       | 4              |
| Francia     | Adrian Mannarino | 46       | 5              |
| Stati Uniti | Sam Querrey      | 48       | 6              |
| Australia   | Jordan Thompson  | 60       | 7              |
| Stati Uniti | Tennys Sandgren  | 75       | 8              |

* Ranking al 4 febbraio 2019.

### Altri partecipanti
I seguenti giocatori hanno ricevuto una Wild Card per il tabellone principale:
- Jack Mingjie Lin
- Noah Rubin
- Frances Tiafoe

I seguenti giocatori sono entrati nel tabellone principale passando dalle qualificazioni:

- Christopher Eubanks
- Adrián Menéndez Maceiras
- Ramkumar Ramanathan
- Brayden Schnur

Il seguente giocatore è entrato in tabellone come lucky loser:
- Alexei Popyrin

### Ritiri
Prima del torneo
- Kevin Anderson → sostituito da  Peter Polansky
- Alex de Minaur → sostituito da  Lukáš Lacko
- Bradley Klahn → sostituito da  Alexei Popyrin
- Feliciano López → sostituito da  Guillermo García López
- Michael Mmoh → sostituito da  Paolo Lorenzi

Durante il torneo
- Denis Istomin

## Campioni

### Singolare
Reilly Opelka ha sconfitto in finale  Brayden Schnur con il punteggio di 6-1, 6(7)–7, 7–6(7).
- È il primo titolo in carriera per Opelka.

### Doppio
Kevin Krawietz /  Andreas Mies hanno sconfitto in finale  Santiago González /  Aisam-ul-Haq Qureshi con il punteggio di 6-4, 7-5.